# یوهان موست

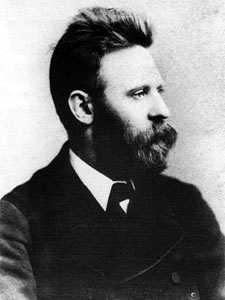
یوهان موست، حدود سال ۱۸۹۰

یوهان جوزف «هانس» مُست (۵ فوریه ۱۸۴۶ در آگسبورگ، بایرن - درگذشته ۱۷ مارس ۱۹۰۶ در سینسیناتی، اوهایو) سیاستمدار سوسیال دموکرات و بعدتر آنارشیست، سردبیر روزنامه و سخنور آلمانی-آمریکایی بود. وی از پیشگامان مفهوم «تبلیغ عمل» بود.